# Лебедине озеро. Зона
«Лебедине озеро. Зона» (англ. Swan Lake. The Zone) — копродукційний фільм-драма 1990 року, знятий українським режисером Юрієм Іллєнко за сценарієм Сергія Параджанова. Стрічку вперше було представлено у Франції на Каннському кінофестивалі в програмі «Двотижневик режисерів» 13 травня 1990 року.
У Канаді фільм уперше було представлено 12 вересня 1990 року на Міжнародному кінофестивалі в Торонто й згодом також 22 вересня 1990 року на іншому канадському кінофестивалі Cinefest Sudbury International Film Festival. Зокрема, 1990 року показ фільму також відбувся на Монреальському кінофестивалі. За спогадами дружини Іллєнка, коли фільм представляли на МКФ у Монреалі, режисер тоді пояснив організаторам, що не хотів би, аби його «приєднували» до решти делегації СРСР, оскільки він представляє саме Україну.
У СРСР фільм уперше було представлено в 1990 році. У США фільм уперше було представлено 4 вересня 1991 року в культовому кінотеатрі Film Forum.
Автором сценарію виступив Сергій Параджанов. Параджанов шість років провів в ув'язненні під Алчевськом Луганської області.

## Сюжет
За три дні до завершення терміну з в'язниці втікає чоловік. Він знаходить притулок у зогнилому постаменті «Серп і молот», де його знаходить жінка. Вони закохуються одне в одного. Згодом знову ув'язненому чоловіку присмерті дає свою кров охоронець. Ватажки зони, «шерстяні», не приймають урятованого від смерті товариша до своїх лав, бо в ньому тепер тече кров «собаки».

## У ролях
| Актор            | Роль          |
| ---------------- | ------------- |
| Віктор Соловйов  | Чоловік       |
| Людмила Єфименко | Жінка         |
| Майя Булгакова   | Стара жінка   |
| Пилип Іллєнко    | Хлопець       |
| Віктор Демерташ  | Сторож-прапор |

## Творча група
- Автори сценарію: Сергій Параджанов, Юрій Іллєнко
- Режисер-постановник та головний оператор: Юрій Іллєнко
- Композитор: Вірко Балей взяв за основу музики для фільму частину свого твору «Дума, розмова з собою»
- Художник-постановник: Олександр Даниленко
- Звукооператор: Богдан Міхневич
- Режисер: Микола Федюк
- Оператор: Анатолій Кузьменко; асистенти оператора: Ю. Ільїн, В. Котко
- Художник по костюмах: Надія Совтус
- Художник-гример: Алевтина Лосєва
- Монтажер: Елеонора Суммовська
- Комбіновані і мультиплікаційні зйомки: Олександр Мухін
- Редактор: Олександр Шевченко
- Директор: М. Майстренко
- Генеральний директор: Микола Весна

## Критика
Фільм здобув схвальні відгуки як від українських, так і від іноземних кінокритиків.
У своєму огляді для впливового українського кіномистецького журналу «Кіно-Театр» Лариса Брюховецька схвально відгукнулася про стрічку, назвавши його пророчим та описавши фільм, як «притча про приреченість людини без особистої свободи в країні тоталітарного режиму».
У огляді для The New York Times, Вінсент Кенбі назвав фільм «прекрасним, [хоча й] суворим українським фільмом, що пропонує як політичний так і містичний підтекст». У огляді для LA Times, кінооглядач Кевін Томас схарактеризував фільм, як «врода серед похмурості». Оглядач Chicago Tribune Кевін Томас назвав стрічку «елегійним фільмом, що в змозі розповісти глядачеві надзвичайно багато». Кінооглядач Chicago Reader Джонатан Розенбаум відгукнувся про фільм більш стримано, зазначивши, що «фільм Юрія Іллєнка „Лебедине озеро. Зона“ не шедевр, але все ж є набагато цікавішим за більшість американських та європейських стрічок».

## Фестивалі та премії
| Список премій та нагород  | Список премій та нагород | Список премій та нагород     | Список премій та нагород | Список премій та нагород | Список премій та нагород |
| Фестиваль                 | Рік                      | Приз/Нагорода                | Номінант(и)              | Дж                       |                          |
| ------------------------- | ------------------------ | ---------------------------- | ------------------------ | ------------------------ | ------------------------ |
| «Каннський кінофестиваль» | 1990                     | ФІПРЕССІ                     | Юрій Іллєнко             | [ 13 ]                   |                          |
| «Каннський кінофестиваль» | 1990                     | Нагорода молодої критики     | Юрій Іллєнко             | [ 10 ]                   |                          |
| «Кінотавр»                | 1991                     | За кращу операторську роботу | Юрій Іллєнко             | [джерело?]               |                          |
| МКФ «Золотий витязь»      | 1993                     | За кращу операторську роботу | Юрій Іллєнко             | [джерело?]               |                          |